# بنیل
 بِنیِل (به اسپانیایی: Beniel) یکی از شهرداری‌های کومارکای شرقی و در بخش خودمختار مورسیا در کشور اسپانیا قرار دارد. تا سال ۲۰۱۲ مساحت این شهرداری ۱۰ کیلومتر مربع و جمعیت آن  ۱۱۱۹۸ تَن می‌باشد.